# Sar
 For alternative betydninger, se SAR. (Se også artikler, som begynder med SAR)
Sar (Satureja) er en lille planteslægt med nogle få arter.
| Arter |

- Almindelig sar (Satureja hortensis) – Bønneurt
- Vintersar (Satureja montana)

Arten Voldtimian (Acinos arvensis) regnes af nogle systematikere for at høre til blandt Sar-arterne.